# Frequência do alelo menor
A frequência do alelo menor (MAF) é a frequência na qual o segundo alelo mais comum ocorre em uma determinada população. Eles desempenham um papel surpreendente na hereditariedade, pois as variantes MAF que ocorrem apenas uma vez, conhecidas como "singletons", conduzem a uma enorme quantidade de seleção.
Polimorfismos de nucleótidos simples (SNPs) com uma frequência alélica menor de 0,05 (5%) ou superior foram observados  pela HapMap projecto. e demonstram entre muitas relação, os limites de significância de GWAS(em ingles "Genome-wide association studies") para estudos de fenotipagem profunda podem depender de MAF e tamanho da amostra, pois o  efeito da MAF ocorre na probabilidade de obtenção de testes do tipo falsos positivos e sua presença  afeta fortemente a inferência da estrutura populacional com conjuntos de dados genômicos
O MAF é amplamente utilizado em estudos de genética populacional porque fornece informações para diferenciar entre variantes comuns e raras na população. Por exemplo, um estudo de 2015 sequenciou todos os genomas de 2,120 indivíduos da Sardenha . Os autores classificaram as variantes encontradas no estudo em três classes de acordo com seu MAF. Observou-se que as variantes raras (MAF <0,05) apareceram com mais frequência nas regiões codificantes do que as variantes comuns (MAF> 0,05) nessa população. Outro exemplo é que foi utilizado  diferenças étnicas específicas na MAF para recategorizar variantes de surdez patogênica relatadas.

## Interpretando dados MAF (Tutorial)
1. Apresente a referência de um SNP de interesse, como exemplo: rs429358, em um banco de dados (dbSNP ou outro).
2. Encontre o link MAF / MinorAlleleCount. MAF / MinorAlleleCount: C = 0,1506 / 754 (1000 genomas); onde C é o alelo menor para aquele locus particular; 0,1506 é a frequência do alelo C (MAF), ou seja, 15% no banco de dados 1000 Genomes; e 754 é o número de vezes que esse SNP foi observado na população do estudo.